# 盛岡西警察署
盛岡西警察署（もりおかにしけいさつしょ）は、岩手県警察が管轄する16ある警察署の一つである。識別章所属表示はSB。

## 所在地
- 岩手県盛岡市青山三丁目37番1号

## 管轄区域
- 盛岡市のうち北上川の中心線、雫石川の中心線（延長線を含む。）及び盛岡市と滝沢市との境界線により囲まれた区域、繋
- 滝沢市
- 岩手郡のうち雫石町

## 組織
- 署長
- 副署長
- 警務課
  - 警務係
  - 警察安全相談係
  - 被害者支援係
- 留置管理課
  - 留置管理係
- 会計課
  - 会計係
- 生活安全課
  - 生活安全係
- 地域課
  - 地域企画指導係
  - 通信指令係
  - 自動車警ら班
  - 直轄警ら隊
- 刑事第一課
  - 刑事企画指導係
  - 強行犯係
  - 盗犯係
  - 鑑識係
- 刑事第二課
  - 知能犯係
  - 組織犯罪対策係
- 交通課
  - 交通企画・規制係
  - 事件指導係
  - 指導取締係
- 警備課
  - 警備係

## アクセス
- バス利用の場合、IGRいわて銀河鉄道盛岡駅東口9番のりばより、岩手県交通
  - ｢青山町線｣・｢南青山町線｣、滝沢営業所行、あるいは滝沢市役所行で「青山三丁目」下車。徒歩3分。
- 徒歩の場合、IGRいわて銀河鉄道青山駅よりおよそ15分。

## 沿革
- 1986年（昭和61年）11月1日 - 人口増加に伴い、盛岡東警察署（旧・盛岡警察署）から管轄区域を分割し盛岡西警察署新設。

## 交番・駐在所
括弧内は読み方及び所在地を表す。

### 盛岡市
- 前九年（ぜんくねん）交番（盛岡市前九年3丁目13-1）
- 盛岡駅前（もりおかえきまえ）交番（盛岡市盛岡駅前通1-48）
- 厨川（くりやがわ）駐在所（盛岡市厨川1丁目15-3）
- 繋（つなぎ）駐在所（盛岡市繋字舘市85-12）
- みたけ駐在所（盛岡市みたけ3丁目33-33）
- 三ツ家（みつや）駐在所（盛岡市中屋敷町3-1）

### 滝沢市
- 滝沢（たきざわ）交番（滝沢市葉の木沢山505-16）
- 滝沢中央（たきざわちゅうおう）交番（滝沢市鵜飼狐洞1-403）
- 一本木（いっぽんぎ）駐在所（滝沢市後290-36）
- 大釜（おおかま）駐在所（滝沢市大釜八幡前117-2）

### 雫石町
- 雫石（しずくいし）交番（岩手郡雫石町千刈田76-9）
- 御所（ごしょ）駐在所（岩手郡雫石町西安庭第31地割1-7）
- 西山（にしやま）駐在所（岩手郡雫石町長山梍1-11）

## その他
当署・盛岡東・紫波、3署管内への住民登録者が運転免許更新手続きをする場合、各署窓口ではなくアイーナ1階の「盛岡運転免許センター」に出向いて行う（技能試験及び違反運転者講習を伴う更新手続きは市内下田の岩手県運転免許試験場にて実施）。
無線連絡コード及びパトカー割り当てコードは「西（+号車番号）」。